# Juegos de la Francofonía 2017
Los Juegos de la Francofonía 2017, VIII Juegos de la Francofonía, tuvieron lugar del 21 de julio al 30 de julio de 2017 en Abiyán, en Costa de Marfil. Se trata de la tercera competición internacional acogida por la ciudad desde 2011, después del Campeonato de África de baloncesto 2013 y la Copa del mundo de taekwondo 2013.
El territorio metropolitano de Abiyán ha sido designado frente a la única candidatura competidora Yamena, durante la 87.ª sesión del Consejo permanente de la Francofonía, el 15 de marzo de 2013 en París. Estos juegos consistieron en varias competiciones deportivas, concursos culturales, creaciones digitales y desarrollo.

## Selección de las ciudades
Al 30 de noviembre de 2012, fecha de cierre de presentación de candidaturas, solo dos ciudades eran candidatas a organizar los Juegos de la Francofonía en el 2017: Abiyán y Yamena.
El 15 de marzo de 2013, después de la evaluación, valoración y audición de las candidaturas, el Consejo permanente de la Francofonía, compuesto de los representantes de 77 Estados y gobiernos, designaron a Abiyán como ciudad huésped de los Juegos de la Francofonía de 2017. Esta designación sigue las recomendaciones del Consejo de orientación del Comité internacional de los Juegos de la Francofonía y se basa en las notas atribuidas a las candidaturas, las cuales ubican a la capital económica de Costa de Marfil a la cabeza.
| Abiyán      | Costa de Marfil | 782,8 | 852,1 | 817,5 |
| Yamena      | Chad            | 674,6 | 754,8 | 714,7 |
| Nota máxima | Nota máxima     | 1000  | 1000  | 1000  |

## Organización
El Comité nacional de los Juegos de la Francofonía (CNJF) está a cargo de la organización de estos juegos. Su sede, inaugurada el 19 de marzo de 2015, se encuentra en un pabellón de la Ciudad de las artes, en el municipio abiyanés de Cocody.

### Presupuesto
El presupuesto de los Juegos de la Francofonía 2017 está estimado a 7,5 millones de francos CFA (11,4 millones de euros) por el gobierno de Costa de Marfil, con base en las especifaciones. Esta cantidad es, en parte, dedicada a la rehabilitación de varias instalaciones deportivas y culturales seleccionadas para el evento.

### Identidad visual
Existieron dos logotipos para Abiyán 2017: uno diseñado para el proceso que lleva a la candidatura de la ciudad, y el otro como una marca en toda la fase de preparación y el período de los Juegos de la Francofonía. Este último, publicado el 1 de agosto de 2014, es una representación estilizada de la cabeza de un elefante, el emblema del país, con curvas de colores en los colores de la Francofonía. Está disponible en una versión vertical y una versión horizontal (texto a la derecha horizontalmente para el logotipo). Un concurso organizado del 15 de septiembre al 31 de octubre de 2014 permitió crear una mascota oficial para estos juegos.

## Participantes
Cuarenta y ocho delegaciones participaron en esta octava edición de los Juegos de la Francofonía. Kosovo y Ucrania participaron por primera vez en estos juegos. Laos marcó su regreso después de su última participación en 2009.
En cambio, Andorra, Austria, Chipre, Estonia, Guinea-Bisáu, Guinea Ecuatorial, Montenegro, Polonia, Ruanda, Santa Lucía y Eslovaquia presentes en los Juegos de 2013, estuvieron ausentes en la competición. 
Ciertas delegaciones no han desfilado durante la ceremonia de apertura: se trata de las de Burundi, Laos, Macedonia, Mozambique, Catar, Ucrania y Vanuatu.
| - Armenia - Bulgaria - Burkina Faso - Burundi - Camboya - Camerún - Canadá - Cabo Verde - República Centroafricana - Comoras - República del Congo - República Democrática del Congo - Costa de Marfil - Yibuti - Egipto - Francia - Gabón - Guinea - Haití - Kosovo - Laos - Líbano - Luxemburgo - Macedonia del Norte | - Madagascar - Mali - Marruecos - Mauricio - Mauritania - Mónaco - Mozambique - Níger - Nuevo Brunswick - Catar - Quebec - Rumania - Senegal - Seychelles - Suiza - Chad - Togo - Túnez - Ucrania - Uruguay - Vanuatu - Vietnam - Comunidad Francesa de Bélgica |

## Disciplinas
Las disciplinas deportivas que figuran en el programa de los juegos de la Francofonía 2017 fueron
| - Atletismo - Atletismo adaptado - Baloncesto - Ciclismo | - Ciclismo en ruta - Fútbol - Judo - Lucha libre | - Lucha senegalesa - Tenis de mesa |

Conforme al espíritu de los Juegos de la Francofonía, las competiciones también se llevaron a cabo en las siguientes áreas: literatura, historia, canciones, fotografías, artes visuales, artes callejeras, bailes creativos, y la demostración de artes digitales, puente entre la cultura tradicional y la innovación tecnológica.

## Lugares e infraestructuras
Las infraestructuras deportivas y culturales están definidas durante la redacción del cuaderno de las cargas que corren 2012 y definitivamente atribuidas final 2013. Los lugares donde se desarrollaron los juegos están recortados en tres zonas: 
- Zona A : municipios de Marcory y Treichville
- Zona B : municipio del Plateau
- Zona C : municipio de Cocody

En total, los Juegos de la Francofonía 2017 se realizaron en las instalaciones de diez lugares diferentes.